# Keep Clean And Run

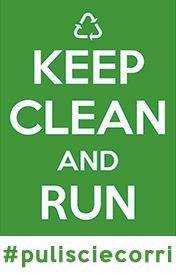
Keep Clean And Run

Keep Clean And Run (Pulisci e Corri nella versione italiana) è un'iniziativa di sensibilizzazione e mobilitazione contro il fenomeno dell'abbandono dei rifiuti in natura (noto come littering) tenutasi per la prima volta nel maggio 2015 come evento centrale italiano della campagna europea Let’s Clean-Up Europe. Si è trattato di un'eco-maratona durante la quale i corridori, dotati di zaino, GPS e macchina fotografica hanno raccolto, mappato e fotografato i rifiuti abbandonati lungo il percorso. In ciascuno dei comuni sede dell'arrivo delle varie tappe la popolazione (scuole, famiglie e associazioni presenti sul territorio) è stata poi invitata a partecipare a un evento di pulizia del territorio seguito da un incontro-dibattito che, partendo dai risultati dell'azione di pulizia effettuata nel corso di quella tappa e avvalendosi del supporto di partner tecnici e testimonial, ha approfondito la problematica del littering e le sue ripercussioni sugli ecosistemi e sulla catena alimentare.
L'edizione 2015 di Keep Clean And Run è partita da Aosta il 9 maggio per concludersi a Ventimiglia il 16 maggio. La corsa è durata quindi otto giorni e ha toccato tre Regioni italiane (Valle d’Aosta, Piemonte e Liguria) con, in aggiunta, un breve passaggio in Francia per un totale di 400 chilometri (circa 50 al giorno) di strade e sentieri e un dislivello di 17.000 metri. Le cittadine sede delle 8 tappe e degli eventi di animazione territoriale sono state Pont Saint-Martin, Alpette, Avigliana, Torre Pellice, Sampeyre, Borgo San Dalmazzo, Pigna e Ventimiglia.
L'evento è stato organizzato e coordinato da AICA (Associazione Internazionale per la Comunicazione Ambientale) con il patrocinio della Commissione Nazionale Italiana per l'UNESCO, del Ministero dell’Ambiente e della Tutela del Territorio e del Mare, del Senato della Repubblica e della Camera dei deputati. I protagonisti della corsa, al contempo runner e testimonial ambientali, sono stati Roberto Cavallo, amministratore delegato di ERICA Soc. Coop. e vicepresidente di ACR+ (Association of Cities and Regions for Recycling and Sustainable Resource Management), e Oliviero Alotto, presidente dell'Associazione Terra del Fuoco e portavoce dei Verdi Europei - Green Italia. Insieme a loro i due atleti Franco Collè, vincitore del Tor des Géants 2014, e Bernard Dematteis, campione di corsa in montagna, i quali si sono offerti di accompagnare i due runner per un breve tratto del percorso. All'iniziativa ha poi aderito un nutrito gruppo di testimonial provenienti dal mondo dello sport, dello spettacolo e della politica fra cui Barbara Degani, Ignazio Marino, Augusto Rollandin, Laura Morante, Giuseppe Cederna, Luca Mercalli, Andrea Segrè, Cristina Gabetti, Syusy Blady, Lucia Cuffaro, Mauro Berruto, l'Hockey Club Valpellice, i Marlene Kuntz, i Lou Dalfin e i Subsonica. L'evento ha poi beneficiato del contributo dei seguenti partner tecnici: CONAI, i Consorzi di Filiera, Tetra Pak Italia, Greentire, Co.Ri.Pet, Riccoboni Holding, Demap Srl, ERICA Soc. Coop., Dronefarm, Gli Aironi, Comodeshop, Albafisio e Wikiwaste e della copertura mediatica offerta dai seguenti media partner: eHabitat, Rai Radio 2, Radio Deejay, Eco dalle Città, L'Ambiente, GSA Ambientali Igiene Urbana, Altraeconomia, Ambiente Quotidiano, Verdecologia, E-gazzette.it e Green Planner. La corsa si è conclusa con un «bottino» da 80 chilogrammi di rifiuti e una mappatura dei siti contenenti i rifiuti ingombranti che non è stato possibile raccogliere durante la corsa, utile a consentirne la rimozione in un secondo momento.
Coinvolgendola direttamente in azioni di pulizia del territorio e invitandola a partecipare a dibattiti sul tema, l'iniziativa punta a informare, sensibilizzare e responsabilizzare la cittadinanza sulle conseguenze dell'abbandono dei rifiuti in natura. La scelta di un'area geografica a cavallo fra mare e montagna non è stata casuale bensì mirata a far luce sul fatto che il 70% dei rifiuti presenti nei mari proviene dall'entroterra.
A seguito del successo ottenuto da Keep Clean And Run nel 2015, il Ministero dell’Ambiente e della Tutela del Territorio e del Mare e il Comitato promotore nazionale della Settimana Europea per la Riduzione dei Rifiuti, con il coordinamento di AICA (Associazione Internazionale per la Comunicazione Ambientale), hanno deciso di riproporre l'iniziativa come evento centrale italiano dell'edizione 2016 di Let’s Clean Up Europe. L'edizione 2016 di Keep Clean And Run si svolgerà nei giorni 30 aprile-6 maggio e si articolerà in sette tappe attraverso l'Italia centrale. Le Regioni toccate dalla corsa saranno Marche, Abruzzo e Lazio con passaggi attraverso Parchi Naturali e Aree Protette e lungo un tratto della Via Francigena. Le tappe previste sono, in ordine di percorrenza: San Benedetto del Tronto, Civitella del Tronto, Montorio al Vomano, L'Aquila, Pescorocchiano, Montelibretti, Campagnano di Roma, Roma. Anche all'edizione 2016 hanno aderito a vario titolo diverse personalità del mondo dello sport, dello spettacolo e della cultura, come Luca Mercalli, Jarno Trulli, Andrea Segrè, Mario Tozzi, Giuseppe Cederna, Mauro Berruto, i Gang, Pietro Riva, Bernard Dematteis, Franco Collè, Katia Figini, Maurizio Zaffiri, Lucia Cuffaro e tanti altri.

## Il Libro
L'impresa di Keep Clean And Run 2015 è raccontata nel libro “Keep Clean And Run” scritto da Roberto Cavallo ed edito da Fusta Editore. Il racconto della corsa tappa dopo tappa è arricchito da aneddoti, foto, testimonianze e schede tecniche sui vari aspetti della corsa (preparazione atletica, alimentazione, attrezzatura). Tanti i contributi da parte dei testimonial che, a vario titolo, hanno accompagnato e sostenuto la corsa. Primi fra tutti Barbara Degani, sottosegretaria all'ambiente e Giuseppe Cederna, attore, autori rispettivamente di prefazione e conclusioni. A questi due vanno poi ad aggiungersi i contributi di Luca Mercalli, Lucia Cuffaro, Franco Collè e Bernard Dematteis.